# THE IDOLM@STER MASTER ARTIST
《THE IDOLM@STER MASTER ARTIST》(아이돌마스터 마스터 아티스트)는 2007년 7월 18일부터 일본 컬럼비아에서 발매되고 있는 게임 <THE IDOLM@STER>의 기획 앨범 시리즈.

## 개요
전원 공통의 신곡 <i>(동일곡을 각 캐릭터가 솔로로 노래한 것을 수록), 각 캐릭터마다의 신곡 (전11곡), 커버곡 (미키와 코토리를 제외한 9명의 커버곡은 앨범 <Your Song>수록곡 외에 새롭게 각 캐릭터 1곡씩, 미키는 2곡분 공모를 했다. 또한 코토리는 <Your Song> 수록곡만), 과거의 시리즈에 수록된 곡의 솔로 리믹스를 3곡 ( 안 1곡은 <MASTERWORK>혹은 DJCD <가희낙원>에 수록된 것과 같은 각 캐릭터의 레퍼터리), 복수의 록리내림 토크 등을 수록. 또, 록리내림 토크에는, 동시 발매되고 있는 다른 CD의 캐릭터 1명이 참가하고 있다. 마지막 토크에서는, 각 아이돌의 말버릇 (자기 자신의 것을 포함한다)을 흉내낸다는 내용이 되어 있다.
01 - 10의 10매 구입 특전으로서 타카기 사장의 피겨 (메디콤 토이 제 큐브릭크)가 선물되었다. 선착 및 예약 특전으로서 우편 엽서 (10매로, <FINALE>로 배포된 우편 엽서와 같은 1매의 그림이 된다. <09 하기와라 유키호>와 <FINALE>의 이면 기재의 CD발매일이, 연기 이전대로 되어 있다), 또 10매를 동일 점포에서 구입하면 전11매의 수납 BOX (애니메이트)나 전화 카드 (도라노아나)가 선물되었다.  <FINALE>이외의 띠의 배면을 번호순서에 늘어놓으면 사장의 실루엣이 나타나는 것 외에 송풍 안의 문자 중, 색이 다른 글자를 늘어놓아 바꾸면 <THE IDOLM@STER>가 된다는 장치가 있다.
신곡은 굵은 글씨, 커버곡은 이탤릭으로 표기한다.

## 01 아마미 하루카
수록곡
1. I Want
가: 아마미 하루카(나카무라 에리코)
작사·작곡·편곡: NBGI(LindaAI-CUE)
2. 토크 01
3. 정말 좋아! 
가: 아마미 하루카(나카무라 에리코)
작사·작곡·편곡: 오카모토 마요
오리지널 아티스트: 히로스에 료꼬
4. 슬픔이여 안녕 
가: 아마미 하루카(나카무라 에리코)
작사: 삼설지승, 작곡·편곡: 타마오키 코지
오리지널 아티스트: 사이토 유키
5. 토크 02
6. GO MY WAY!! (M@STER VERSION)
가: 아마미 하루카(나카무라 에리코)
작사: yura, 작곡·편곡: NBGI(고사키 사토루)
7. 하느님의 Birthday
가: 아마미 하루카(나카무라 에리코)
작사: 이나마을 사치코, 작곡·편곡: NBGI(Yoshi)
8. 태양의 질투 (M@STER VERSION)
가: 아마미 하루카(나카무라 에리코)
작사: 모리 유리코, 작곡·편곡: NBGI(시이나 고)
9. 토크 03
10. i
가: 아마미 하루카(나카무라 에리코)
작사: 나카무라 메구미, 작곡·편곡: NBGI(사사키 히로시인)
11. 토크 04
12. I Want(오리지널 가라오케)
작사·작곡·편곡: NBGI(LindaAI-CUE)
13. 토크 05

## 02 타카츠키 야요이
수록곡
1. 키라메키라리
가: 타카츠키 야요이(니고 마야코)
작사: yura, 작곡: 고사키 사토루
2. 토크 01
3. 두 사람의 모지핏탄 
가: 타카츠키 야요이(니고 마야코)
작사: NBGI(고토 히로유키), 작곡·편곡: NBGI(고사키 사토루)
오리지널 아티스트: 코하라 나나
4. 토크 02
5. 리루라 리루하
가: 타카츠키 야요이(니고 마야코)
작사: 키무라 카에라, 작곡·편곡: 회전무일
오리지널 아티스트: 키무라 카에라
6. 토크 03
7. GO MY WAY!! (M@STER VERSION)
가: 타카츠키 야요이(니고 마야코)
작사: yura, 작곡·편곡: NBGI(고사키 사토루)
8. 토크 04
9. 나는 아이돌♡
가: 타카츠키 야요이(니고 마야코)
작사: 나카무라 메구미, 작곡·편곡: NBGI(사사키 히로시인)
10. 토크 05
11. 안녕!! 아침밥 (M@STER VERSION)
가: 타카츠키 야요이(니고 마야코)
작사: 나카무라 메구미, 작곡·편곡: NBGI(사사키 히로시인)
12. 토크 06
13. i
가: 타카츠키 야요이(니고 마야코)
작사: 나카무라 메구미, 작곡·편곡: NBGI(사사키 히로시인)
14. 토크 07
15. 키라메키라리 (오리지널 가라오케)
작사: yura, 작곡: 고사키 사토루
16. 토크 08

## 03 호시이 미키
수록곡
1. 후들후들 퓨처☆
가: 호시이 미키(하세가와 아키코)
작사: 아침해제, 작곡·편곡: NBGI(Yoshi)
2. 토크 01
3. 눈물의 허리케인
가: 호시이 미키(하세가와 아키코)
작사: PANINARO 30, 작곡·편곡: 토쿠나가 아키라인
오리지널 아티스트: Bon-Bon Blanco
4. 수면 부족 
가: 호시이 미키(하세가와 아키코)
작사·작곡·편곡: CHICKS
오리지널 아티스트: CHICKS
5. 토크 02
6. relations (M@STER VERSION)
가: 호시이 미키(하세가와 아키코)
작사: NBGI(mft), 작곡·편곡: NBGI(나카가와 코지)
7. 나는 아이돌♡
가: 호시이 미키(하세가와 아키코)
작사: 나카무라 메구미, 작곡·편곡: NBGI(사사키 히로시인)
8. 신의 Birthday
가: 호시이 미키(하세가와 아키코)
작사: 이나마을 사치코, 작곡·편곡: NBGI(Yoshi)
9. 토크 03
10. i
가: 호시이 미키(하세가와 아키코)
작사: 나카무라 메구미, 작곡·편곡: NBGI(사사키 히로시인)
11. 토크 04
12. 내리는 거절하는 퓨처☆ (오리지널 가라오케)
작사: 아침해제, 작곡·편곡: NBGI(Yoshi)
13. 토크 05

## 04 키쿠치 마코토
수록곡
1. 미주 Mind
가: 키쿠치 마코토(히라타 히로미)
작사: NBGI(mft), 작곡·편곡: NBGI(나카가와 코지)
2. 토크 01
3. 가면 무도회 
가: 키쿠치 마코토(히라타 히로미)
작사: 치빈 곳 테츠야, 작곡: 통미경평
오리지널 아티스트: 소년대
4. 토크 02
5. Swallowtail Butterfly ~사랑의 노래〜
가: 키쿠치 마코토(히라타 히로미)
작사: 이와이 슌2, CHARA, 고바야시 다케시사, 작곡·편곡: 고바야시 다케시사
오리지널 아티스트: YEN TOWN BAND
6. 토크 03
7. 곧바로 (M@STER VERSION)
가: 키쿠치 마코토(히라타 히로미)
작사: 아침해제, 작곡·편곡: NBGI(Yoshi)
8. 토크 04
9. 추억에 고마워 (M@STER VERSION)
가: 키쿠치 마코토(히라타 히로미)
작사: 나카무라 메구미, 작곡·편곡: NBGI(사사키 히로시인)
10. 토크 05
11. 에이전트 밤을 걷다 (M@STER VERSION)
가: 키쿠치 마코토(히라타 히로미)
작사·작곡·편곡: NBGI(LindaAI-CUE)
12. 토크 06
13. i
가: 키쿠치 마코토(히라타 히로미)
작사: 나카무라 메구미, 작곡·편곡: NBGI(사사키 히로시인)
14. 토크 07
15. 미주 Mind (오리지널 가라오케)
작사: NBGI(mft), 작곡·편곡: NBGI(나카가와 코지)
16. 토크 08

## 05 키사라기 치하야
수록곡
1. 눈이 만나는 순간
가: 키사라기 치하야(이마이 아사미)
작사: 카이타 유리코, 작곡: NBGI(Jesahm)
2. 토크 01
3. 새의 시 
가: 키사라기 치하야(이마이 아사미)
작사: 마지준(Key), 작곡·편곡: 오리토 신지(Key)
오리지널 아티스트: Lia
4. 토크 02
5. 새카만 숲속의 노래
가: 키사라기 치하야(이마이 아사미)
작사·작곡·편곡: 타니야마 히로코
오리지널 아티스트: 타니야마 히로코
6. 토크 03
7. 파랑새 (M@STER VERSION)
가: 키사라기 치하야(이마이 아사미)
작사: 모리 유리코, 작곡: NBGI(시이나 고), 편곡: 시오이리 토시야
8. 신의 Birthday
가: 키사라기 치하야(이마이 아사미)
작사: 이나마을 사치코, 작곡·편곡: NBGI(Yoshi)
9. relations (M@STER VERSION)
가: 키사라기 치하야(이마이 아사미)
작사: NBGI(mft), 작곡·편곡: NBGI(나카가와 코지)
10. 토크 04
11. i
가: 키사라기 치하야(이마이 아사미)
작사: 나카무라 메구미, 작곡·편곡: NBGI(사사키 히로시인)
12. 토크 05
13. 눈이 만나는 순간 (오리지널 가라오케)
작사: 카이타 유리코, 작곡: NBGI(Jesahm)
14. 토크 06

## 06 후타미 아미/마미
수록곡
1. 스타→토스타→
가: 후타미 아미/마미(시모다 아사미)
작사: yura·NBGI(움푹 팬 곳 히로시), 편곡: NBGI(움푹 팬 곳 히로시)
2. 토크 01
3. 램의 러브송
가: 후타미 아미/마미(시모다 아사미)
작사: 이토 아키라, 작곡·편곡: 코바야시 이즈미미
오리지널 아티스트: 마츠타니 유코
4. 토크 02
5. 웃는 얼굴의 겐키 
가: 후타미 아미/마미(시모다 아사미)
작사: 모리 히로미, 작곡·편곡: 마카이들코우지
오리지널 아티스트: SMAP
6. 토크 03
7. 나는 아이돌♡ (M@STER VERSION)
가: 후타미 아미/마미(시모다 아사미)
작사: 나카무라 메구미, 작곡·편곡: NBGI(사사키 히로시인)
8. 토크 04
9. My Best Friend (M@STER VERSION)
가: 후타미 아미/마미(시모다 아사미)
작사: NBGI(uRy), 작곡·편곡: NBGI(움푹 팬 곳 히로시), 편곡: NBGI(오우에 마사코)
10. 토크 05
11. 포지티브! (M@STER VERSION)
가: 후타미 아미/마미(시모다 아사미)
작사: NBGI(mft), 작곡·편곡: NBGI(나카가와 코지)
12. 토크 06
13. i
가: 후타미 아미/마미(시모다 아사미)
작사: 나카무라 메구미, 작곡·편곡: NBGI(사사키 히로시인)
14. 토크 07
15. 스튜디오→트스타→(오리지널 가라오케)
작사: yura·NBGI(움푹 팬 곳 히로시), 편곡: NBGI(움푹 팬 곳 히로시)
16. 토크 08

## 07 미우라 아즈사
수록곡
1. 곁에…
가: 미우라 아즈사(타카하시 치아키)
작사: 카이타 유리코, 작곡·편곡: NBGI(시이나 고)
2. 토크 01
3. You're My Only Shinin' Star 
가: 미우라 아즈사(타카하시 치아키)
작사·작곡·편곡: 각 마츠 사토시생
오리지널 아티스트: 나카야마 미호
4. Kiss Me Good-Bye 
가: 미우라 아즈사(타카하시 치아키)
작사: 안 수확·아키, 작곡·편곡: 우에마츠 노부오
오리지널 아티스트: 안 수확·아키
5. 토크 02
6. 곧바로(M@STER VERSION)
가: 미우라 아즈사(타카하시 치아키)
작사: 아침해제, 작곡·편곡: NBGI(Yoshi)
7. 추억에 고마워 (M@STER VERSION)
가: 미우라 아즈사(타카하시 치아키)
작사: 나카무라 메구미, 작곡·편곡: NBGI(사사키 히로시인)
8. 9:02pm(M@STER VERSION)
가: 미우라 아즈사(타카하시 치아키)
작사: yura, 작곡·편곡: NBGI(Jesahm)
9. 토크 03
10. i
가: 미우라 아즈사(타카하시 치아키)
작사: 나카무라 메구미, 작곡·편곡: NBGI(사사키 히로시인)
11. 토크 07
12. 곁에… (오리지널 가라오케)
작사: 카이타 유리코, 작곡·편곡: NBGI(시이나 고)
13. 토크 08

## 08 미나세 이오리
수록곡
1. 둘의 기억
가: 미나세 이오리(쿠기미야 리에)
작사: NBGI(mft), 작곡·편곡: NBGI(나카가와 코지), 편곡: NBGI(오우에 마사코)
2. 토크 01
3. 가넷 
가: 미나세 이오리(쿠기미야 리에)
작사·작곡·편곡: 오쿠 하나코
오리지널 아티스트: 오쿠 하나코
4. 토크 02
5. 두 유 리멤버 미 
가: 미나세 이오리(쿠기미야 리에)
작사: 야스이나 완료, 작곡·편곡: 카토 카즈히코
오리지널 아티스트: 오카자키 유키
6. 토크 03
7. 나는 아이돌♡(M@STER VERSION)
가: 미나세 이오리(쿠기미야 리에)
작사: 나카무라 메구미, 작곡·편곡: NBGI(사사키 히로시인)
8. 토크 04
9. GO MY WAY!! (M@STER VERSION)
가: 미나세 이오리(쿠기미야 리에)
작사: yura, 작곡·편곡: NBGI(고사키 사토루)
10. 토크 05
11. Here we go!! (M@STER VERSION)
가: 미나세 이오리(쿠기미야 리에)
작사: yura, 작곡·편곡: NBGI(Jesahm)
12. 토크 06
13. i
가: 미나세 이오리(쿠기미야 리에)
작사: 나카무라 메구미, 작곡·편곡: NBGI(사사키 히로시인)
14. 토크 07
15. 후타리의 기억(오리지널 가라오케)
작사: NBGI(mft), 작곡·편곡: NBGI(나카가와 코지), 편곡: NBGI(오우에 마사코)
16. 토크 08

## 09 하기와라 유키호
수록곡
1. Kosmos, Cosmos
가: 하기와라 유키호( 오치아이 유리카)
작사: 엔도 후비트, 작곡·편곡: NBGI(우치다 테츠야)
2. 토크 01
3. 츠가루 해협 겨울 풍경 
가: 하기와라 유키호(오치아이 유리카)
작사: 아구유, 작곡·편곡: 미키 타카시
오리지널 아티스트: 이시카와 사유리
4. 좋아하게 되어, 좋았어
가: 하기와라 유키호(오치아이 유리카)
작사·작곡·편곡: 타카하시 마나부
오리지널 아티스트: 카토 이즈미
5. 토크 02
6. My Best Friend(M@STER VERSION)
가: 하기와라 유키호(오치아이 유리카)
작사: NBGI(uRy), 작곡·편곡: NBGI(움푹 팬 곳 히로시), 편곡: NBGI(오우에 마사코)
7. 토크 03
8. 곧바로(M@STER VERSION)
가: 하기와라 유키호(오치아이 유리카)
작사: 아침해제, 작곡·편곡: NBGI(Yoshi)
9. 토크 04
10. First Stage(M@STER VERSION)
가: 하기와라 유키호(오치아이 유리카)
작사: 나카무라 메구미, 작곡·편곡: NBGI(사사키 히로시인)
11. 토크 05
12. i
가: 하기와라 유키호(오치아이 유리카)
작사: 나카무라 메구미, 작곡·편곡: NBGI(사사키 히로시인)
13. 토크 06
14. Kosmos, Cosmos(오리지널 가라오케)
작사: 엔도 후비트, 작곡·편곡: NBGI(우치다 테츠야)
15. 토크 07

## 10 아키즈키 리츠코
수록곡
1. 가득 가득
가: 아키즈키 리츠코(와카바야시 나오미)
작사: 나카무라 메구미, 작곡: NBGI(사사키 히로시인)
2. 토크 01
3. 도쿄는 밤 7시~the night is still young~ 
가: 아키즈키 리츠코(와카바야시 나오미)
작사·작곡·편곡: 코니시 야스시 햇빛
오리지널 아티스트: 피치카토·파이브
4. 토크 02
5. 1/6의 몽려인 
가: 아키즈키 리츠코(와카바야시 나오미)
작사·작곡·편곡: 히구치 료우이치
오리지널 아티스트: 히구치 료우이치
크레딧과 트랙명에서는 <1/6의 몽려인 2002>(1997년 발표의 오리지널 버전과는 다른 곡에 거의 같은 사를 실은 것)되고 있지만, 실제는 2005년 발매의 <1/6의 꿈여행자/두번째의 고마워요>수록 버전 (오리지널 버전과 같은 곡의 재편곡)의 커버.
6. 토크 03
7. My Best Friend(M@STER VERSION)
가: 아키즈키 리츠코(와카바야시 나오미)
작사: NBGI(uRy), 작곡·편곡: NBGI(움푹 팬 곳 히로시), 편곡: NBGI(오우에 마사코)
8. 토크 04
9. 추억에 고마워(M@STER VERSION)
가: 아키즈키 리츠코(와카바야시 나오미)
작사: 나카무라 메구미, 작곡·편곡: NBGI(사사키 히로시인)
10. 토크 05
11. 마법을 걸어! (M@STER VERSION)
가: 아키즈키 리츠코(와카바야시 나오미)
작사·작곡·편곡: NBGI(고사키 사토루)
12. 토크 06
13. i
가: 아키즈키 리츠코(와카바야시 나오미)
작사: 나카무라 메구미, 작곡·편곡: NBGI(사사키 히로시인)
14. 토크 07
15. 가득 가득(오리지널 가라오케)
작사: 나카무라 메구미, 작곡: NBGI(사사키 히로시인)
16. 토크 08

## FINALE 765 프로 ALLSTARS
수록곡
1. 단결
가: IM@S ALLSTARS[아마미 하루카(나카무라 에리코)·키사라기 치하야(이마이 아사미)·하기와라 유키호(오치아이 유리카)·타카츠키 야요이(니고 마야코)·아키즈키 리츠코(와카바야시 나오미)·미우라 아즈사(타카하시 치아키)·미나세 이오리(쿠기미야 리에)·키쿠치 마코토(히라타 히로미)·후타미 아미/마미(시모다 아사미)·호시이 미키(하세가와 아키코)]
작사: NBGI(이시하라 아키히로), 작곡·편곡: NBGI(사사키 히로시인)
2. 토크 01
3. 하늘
가: 오토나시 코토리(타키타 쥬리)
작사: yura, 작곡: NBGI(고사키 사토루)
4. 토크 02
5. i
가: 오토나시 코토리(타키타 쥬리)
작사: 나카무라 메구미, 작곡·편곡: NBGI(사사키 히로시인)
6. 토크 03
7. 상냥함에 싸였다면
가: 오토나시 코토리(타키타 쥬리)
작사·작곡·편곡: 아라이 유미
오리지널 아티스트: 아라이 유미
8. 토크 04
9. ID:[OL]
가: 오토나시 코토리(타키타 쥬리) featuring T[타카기 쥰이치로 (토쿠마루 칸)·논담 테츠야 (호소이 오사무)]
작사: yura, 작곡·편곡; 우에다 코오지, 편곡: 쿠사노 요시히로
10. 토크 05
11. i
가: IM@S ALLSTARS+[아마미 하루카(나카무라 에리코)·키사라기 치하야(이마이 아사미)·하기와라 유키호(오치아이 유리카)·타카츠키 야요이(니고 마야코)·아키즈키 리츠코(와카바야시 나오미)·미우라 아즈사(타카하시 치아키)·미나세 이오리(쿠기미야 리에)·키쿠치 마코토(히라타 히로미)·후타미 아미/마미(시모다 아사미)·호시이 미키(하세가와 아키코)·오토나시 코토리(타키타 쥬리)]
작사: 나카무라 메구미, 작곡·편곡: NBGI(사사키 히로시인)
12. 토크 06
13. 하늘(오리지널 가라오케)
작사: yura, 작곡: NBGI(고사키 사토루)
14. 토크 07
15. 사장 훈시